# Tuerkayana hirtipes
Tuerkayana hirtipes là một loài cua cạn.

## Mô tả
Nét khác biệt giữa T. hirtipes với các loài khác trong chi Tuerkayana là cái mai nhẵn, "phồng" đặc trưng. Về mặt sắc, nó hay có màu làm hay nâu lam, trong khi các loài cùng chi có màu tím hay nâu tím.
Mùa sinh sản của T. hirtipes kéo dài 7 tháng, con cái đi đến biển để thả ấu trùng.

## Phân bố
T. hirtipes phân bố rộng rãi trên miền tây Thái Bình Dương, với ghi nhận ở Nhật Bản, Đài Loan, miền nam Trung Hoa đại lục, Palau, Guam, đông Úc, Fiji, Hawaii (ghi nhận đúng một lần, nhiều khả năng là sai lầm), quần đảo Solomon, Nouvelle-Calédonie, Philippines, Indonesia, Việt Nam, Malaysia, Singapore. Những ghi nhận trước đây ở Ấn Độ dương ngày nay được cho là của hai loài họ hàng D. celeste (đảo Giáng Sinh) và D. magna (phân bố khá rộng ở miền đông Ấn Độ Dương).

## Lịch sử phân loại
James Dwight Dana mô tả T. hirtipes dưới tên Cardisoma hirtipes. Mô tả của ông công bố năm 1851, dựa trên tư liệu thu thập trong chuyến viễn chinh ở Fiji. Do mẫu gốc đã mất, năm 2012 một mẫu chuẩn mới từ Fiji được chọn.